# 湘江隧道 (长株潭城际铁路)
长株潭城际铁路湘江隧道位于湖南省长沙市，是长株潭城际铁路连接开福区开福寺和岳麓区观沙岭车站的横穿湘江的双洞铁路隧道，隧道依次穿过湘江防洪大堤、银盆岭大桥，为长株潭城际铁路施工中重要的控制性节点工程之一，是中国首条土压平衡盾构铁路隧道。隧道总长2710米，其中跨湘江段长1100米并采取盾构法施工。2012年9月和11月，隧道左线盾构机“城铁I号”、“城铁II号”相继始发，并于2013年9月和11月完成掘进。2017年12月，随长株潭城际铁路西延线开通运营。